# 中华人民共和国生物安全法
中华人民共和国生物安全法是中华人民共和国生物安全领域的一部法律，共有10章88条，於2020年10月17日由第十三届全国人民代表大会常务委员会第二十二次会议審議通过，2021年4月15日正式实施。該法涉及完善與重大传染病防控和动植物疫情有關的法律制度、規範生物技术发展、阻止中华人民共和国國外的机构非法采集中国人类遗传资源、阻止中国珍稀物种及其遗传资源流出、阻止外来物种入侵等內容。